# Habronattus hallani
Habronattus hallani es una especie de araña saltadora del género Habronattus, familia Salticidae. Fue descrita científicamente por Richman en 1973.
Habita en los Estados Unidos y México.